# Patagonia (boisson)
Pour les articles homonymes, voir Patagonia.
 (juillet 2021).
La Patagonia, aussi appelée Cerveza Patagonia, est une marque de bière argentine appartenant à la Patagonia Brewing Company. Elle vise le secteur de la bière haut de gamme, en produisant des variétés rares comme la Bohemian Pilsener et la Weisse. Elle fait partie du groupe Anheuser-Busch InBev (l'un des oligopoles brassicoles du monde). Elle a commencé par faire partie de Quilmes, qui fait également partie du même groupe.
Lors de sa création, la marque a été mise en vente avec une première variété : la Lager ambrée. En 2010, en plus de renouveler l'image publicitaire, Patagonia lance deux nouvelles variétés : la Bohemian Pilsener et la Weisse. En 2013, une édition limitée de trois souches de test a été réalisée : la Golden Ale, la Robust Porter et la Rose, en recherchant les résultats des ventes pour décider si l'une d'entre elles deviendrait un produit permanent. La marque a aussi lancé une bière consignée appelée Patagonia Küné, qui propose une variété de bière appelée Patagonia Pale Ale, une bière légère au goût doux et à la mousse modérée, la bière en question est une Pale Ale typique. 